# Mount Airy (Carolina del Nord)
Mount Airy és una població dels Estats Units a l'estat de Carolina del Nord. Segons el cens del 2000 tenia 8.484 habitants.

## Demografia
Segons el cens del 2000, Mount Airy tenia 8.484 habitants, 3.667 habitatges i 2.130 famílies. La densitat de població era de 390,4 habitants per km².
Dels 3.667 habitatges en un 24,3% hi vivien nens de menys de 18 anys, en un 40,6% hi vivien parelles casades, en un 14% dones solteres, i en un 41,9% no eren unitats familiars. En el 38,5% dels habitatges hi vivien persones soles el 19,6% de les quals corresponia a persones de 65 anys o més que vivien soles. El nombre mitjà de persones vivint en cada habitatge era de 2,16 i el nombre mitjà de persones que vivien en cada família era de 2,87.
Per edats la població es repartia de la següent manera: un 21,6% tenia menys de 18 anys, un 6,5% entre 18 i 24, un 25,1% entre 25 i 44, un 21,3% de 45 a 60 i un 25,6% 65 anys o més.
L'edat mediana era de 43 anys. Per cada 100 dones de 18 o més anys hi havia 78,4 homes.
La renda mediana per habitatge era de 26.910 $ i la renda mediana per família de 33.412 $. Els homes tenien una renda mediana de 27.299 $ mentre que les dones 24.830 $. La renda per capita de la població era de 17.237 $. Entorn del 17,4% de les famílies i el 19,9% de la població estaven per davall del llindar de pobresa.

## Poblacions més properes
El següent diagrama mostra les poblacions més properes.